# Хаттерас (мыс)
Мыс Ха́ттерас (англ. Cape Hatteras; часто встречается написание Гаттерас) — мыс на побережье Северной Каролины (США), расположен на одноимённом острове Внешних отмелей. Это крайняя юго-восточная точка Северной Америки по оси северо-восток — юго-запад.
Напротив мыса Хаттерас сталкиваются два океанских течения: холодное Лабрадорское течение, направляющееся на юг и тёплое Флоридское течение (Гольфстрим), направляющееся на север. Столкновение этих течений вызывает бурные завихрения и приводит к мелям из наносного песка, которые тянутся от мыса на 14 миль в океан. Попутные течения всегда привлекали мореплавателей, использующих их для ускорения плавания. Но, однако, бурные воды этих мест и мели так часто вызывали кораблекрушения, что область вокруг мыса Хаттерас называют «кладбище Атлантики».
Мыс представляет собой изгиб острова Хаттерас. В 1803 году на мысе был впервые построен маяк. В 1870 году он был заменён на кирпичный маяк мыса Хаттерас высотой строения 60,50 метра (198,48 фута), самый высокий маяк в США и один из самых высоких каменных маяков в мире. Постепенно из-за постоянного размыва песчаных дюн маяк оказался в опасной близости к берегу и в 1999 году он был передвинут в результате сложной инженерной операции.
Название северного протока было дано в 1585 сэром Ричардом Гринвиллом, адмиралом и руководителем экспедиции к колонии Роанок, посланной сэром Уолтером Рэйли. Он назывался Хатраск, название со временем преобразовалось в Хаттерас и было расширено на остров и мыс.

## В культуре
- В фильме «Столкновение с бездной» возле этого мыса обрушивается комета Бидерман, вызывая огромное цунами.